# Rue du Commissaire-Jean-Philippe
La rue du Commissaire-Jean-Philippe est une voie de Toulouse, chef-lieu de la région Occitanie, dans le Midi de la France.

## Situation et accès

### Description
La rue du Commissaire-Jean-Philippe est une voie publique. Elle se trouve dans le quartier Matabiau.
Elle naît perpendiculairement à la rue Matabiau, au niveau de la place Roquelaine, et dans l'alignement de la rue Sainte-Marthe. La rue, rectiligne, longue de 205 mètres et d'une largeur de 8 mètres, est orientée au nord-est. Elle donne naissance, après 100 mètres, à la rue Christophe-Colomb, et se termine 105 mètres plus loin au carrefour de la rue de la Concorde.
La chaussée compte une seule voie de circulation automobile en sens unique, de la rue Matabiau vers la rue de la Concorde. Elle est définie comme une zone 30 et la vitesse y est limitée à 30 km/h. Il n'existe pas de bande, ni de piste cyclable, quoiqu'elle soit à double-sens cyclable.

### Voies rencontrées
La rue du Commissaire-Jean-Philippe rencontre les voies suivantes, dans l'ordre des numéros croissants (« g » indique que la rue se situe à gauche, « d » à droite) :
1. Place Roquelaine (g)
2. Rue Matabiau (d)
3. Rue Christophe-Colomb (d)
4. Rue de la Concorde

### Transports
La rue du Commissaire-Jean-Philippe n'est pas directement desservie par les transports en commun. Elle débouche cependant à l'est sur la rue Matabiau, parcourue par les lignes de Linéo L9 et de bus 1539. Au sud, sur la place Jeanne-d'Arc et sur le boulevard de Strasbourg se trouvent également les arrêts des lignes de Linéo L1L9L14 et de bus 152329394570, ainsi que de la navette Aéroport et la navette Ville, et la station Jeanne-d'Arc, sur la ligne de métro . Au nord, le boulevard Matabiau est parcouru par les lignes de bus 1527.

## Odonymie
La rue est nommée en l'honneur de Jean Philippe (1905, Lyon - 1944, Karlsruhe). Il s'engage à 24 ans dans les troupes coloniales et est envoyé en Indochine, puis au Maroc. En 1936, il épouse Jeanne Bouillane, puis quitte l'armée et, en 1937, devient commissaire de police en 1937. Il est posté au Creusot en 1939. Lorsque la Seconde Guerre mondiale éclate, il est mobilisé et fait prisonnier, mais réussit à s'échapper. Il est nommé commissaire à Lourdes, puis au 7e arrondissement de Toulouse. Il réside au no 12 rue de la République, puis au no 22 rue de Leyde. Durant l'été 1942, il s'engage dans la Résistance et particulièrement dans le réseau de renseignement Alliance. Au mois de novembre, il en devient le chef pour la région Toulouse-Pyrénées. En janvier 1943, il est sollicité par les autorités de Vichy afin d'établir la liste des Juifs de son arrondissement : refusant d'obéir, il démissionne le 15 janvier et entre dans la clandestinité. Mais deux semaines plus tard, il est arrêté par la Gestapo à Beaumont-de-Lomagne. Il est emprisonné en Allemagne, à Fribourg-en-Brisgau, où la Cour martiale du Reich le condamne à mort. Il est fusillé le 1er avril 1944.
Le nom de Jean Philippe est attribué à la rue le 12 avril 1947, par décision du conseil municipal, dirigé par Raymond Badiou et largement issue de la Résistance. Par ailleurs, en 2022, le nom de son épouse a été donné à une petite place qui se forme au croisement des rues Alexandre-Falguière et Saint-Papoul.
La rue du Commissaire-Jean-Philippe avait porté jusque là le nom de rue de Leyde, commune néerlandaise où parut la Gazette de Leyde, un journal politique d'expression française, le plus lu et le plus influent de la seconde moitié du XVIIIe siècle, qui joua un rôle dans la diffusion des idées des Lumières en Europe.

## Patrimoine et lieux d'intérêt
- no  12 : immeuble (fin du XIXe siècle)[2].
- no  20 : maison (fin du XIXe siècle)[3].
- no  22 : maison (fin du XIXe siècle)[4].
- no  27 : immeuble (fin du XIXe siècle)[5].
- no  29 : maison (fin du XIXe siècle)[6].
- no  26 : maison (fin du XIXe siècle)[7].
- no  28 : maison (fin du XIXe siècle)[8].
- no  33 : immeuble (vers 1898)[9].

## Personnalités
- Jean Philippe (1905-1944) et Jeanne Bouillane (1909-1979) : la maison du no 22 conserve le souvenir de Jean Phillipe et de Jeanne Bouillane, qui y ont résidé durant la Seconde Guerre mondiale.